# Вежа Азінеллі
Вежа Азінеллі (італ. La torre Asinelli) — середньовічна вежа в італійському місті Болонья. Разом з сусідньою вежею Гарізенда (Garisenda), що отримала величезну популярність завдяки нахилу більше ніж на 2 метри, є символом міста. До того ж, Вежа Азінеллі — найвища з усіх падаючих веж.

## Характеристики

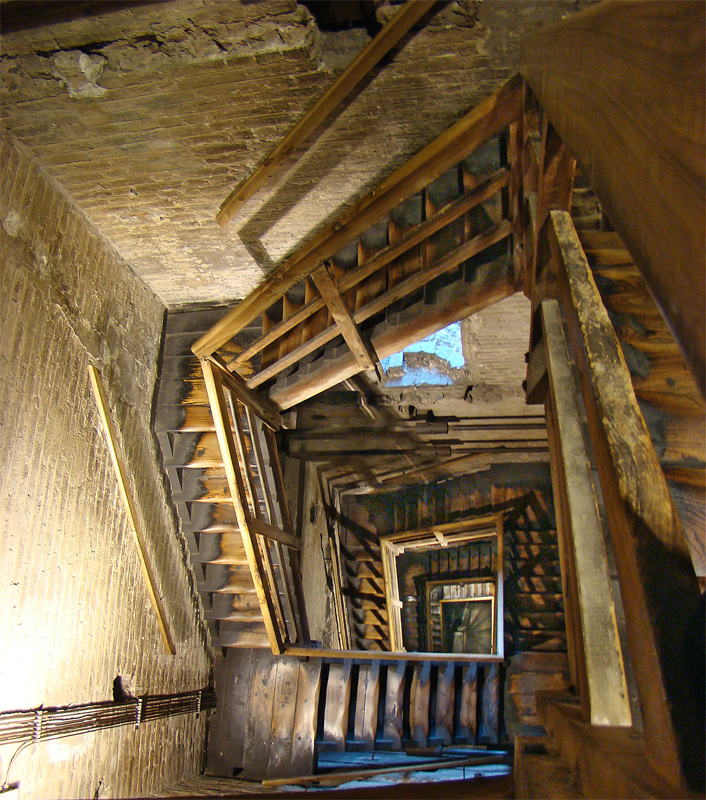
Внутрішні дерев'яні сходи

Вежа Азінеллі розташовується в самому центрі міста Болонья, на перетині п'яти вулиць, в двох кроках від «серця» Болоньї — Базиліки Сан-Петроніо. З висотою 97,2 м, вежа є найвищою будовою історичного центру Болоньї та найвищою з «падаючих веж». Ще при будові вежа почала відхилятися, і сьогодні цей нахил складає 1,3 °, зі зміщенням на 2,2 м у верхній частині. А сусідня вежа Гарізенда внаслідок свого нахилу на 3 м тричі була вкорочена, і на сьогоднішній день її висота — 48 м. Нахил двох веж обумовлений тим, що при їх будівництві не було дотримано технології будівництва.
Башта є туристичною визначною пам'яткою, символом міста, і відкрита для туристів, на відміну від своєї менш високою сусідки. На оглядовий майданчик веде внутрішня дерев'яна драбина з 498 сходинок, закручена спіраллю уздовж стін.

## Історія

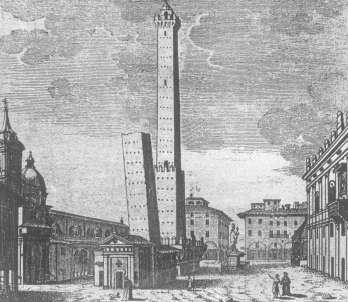
Малюнок двох веж у 1767 році

У середні століття серед багатих сімей Болоньї було дуже популярно будівництво веж. Дослідники пов'язують зведення веж в Болоньї з періодом Боротьби за інвеституру (найбільш значний конфлікт між церквою і світською владою в середньовічній Європі). Крім того, що вежі символізували міць свого власника, вони також виконували захисні та житлові функції. У XII — XIII століттях в місті, згідно з деякими джерелами, налічувалося понад 100 веж, з плином часу багато вежі були зруйновані або обрушилися самі, і до наших днів збереглося близько двадцяти споруд. Азінеллі (97 м) і Гарізенда (48 м) — найбільш відомі з болонських веж.
Точної дати побудови вежі Азінеллі немає, але вважається, що будівництво почалося між 1109 і 1119 роками. Однак перший документ,що  згадує вежу Азінеллі, датується тільки 1185 роком, майже через сімдесят років після передбачуваної дати будівництва. Назва башти походить від сім'ї, якій традиційно приписується будівництво цієї споруди. У XIV столітті власником вежі Азінеллі стала міська влада. З того часу вежа використовувалася і як в'язниця, і як фортеця. Між двома баштами, на висоті 30 м над землею, був побудований дерев'яний перехід (згорів при пожежі 1398 року). У 1488 році біля основи башти була побудована маленька фортеця, що служила вартовою для солдатів. Учений XVIII століття Джованні Гульєльмо проводив різні наукові експерименти на вежі Азінеллі, вивчаючи гравітацію. В 20 столітті, під час Другої світової війни, вежа використовувалася в якості пункту спостереження, а пізніше в якості телевізійної вежі.

## Болонські вежі в літературі
Сусідня вежа Гарізенда згадується в «Божественній комедії» Данте: